# Diradopsis
Diradopsis är ett släkte av fjärilar. Diradopsis ingår i familjen Uraniidae.
Kladogram enligt Catalogue of Life:
| Diradopsis | \| \| Diradopsis alberta \| \| \| \| \| \| Diradopsis perfallax \| \| \| \| |
|            | \| \| Diradopsis alberta \| \| \| \| \| \| Diradopsis perfallax \| \| \| \| |
|            | Diradopsis alberta                                                          |
|            |                                                                             |
|            | Diradopsis perfallax                                                        |
|            |                                                                             |